# Leș
Leș – wieś w Rumunii, w okręgu Bihor, w gminie Nojorid. W 2011 roku liczyła 736 mieszkańców.